# フィーバーゼウス
『フィーバーゼウス』は、1999年3月にSANKYOが発売した、液晶画面に展開される多彩なデジタルアクションが特徴であるパチンコ機のシリーズ名。
『CRフィーバーゼウスSX』と『CRフィーバーゼウスGX』、『フィーバーゼウスDX』の3機種がある。

## 概要
液晶型のデジパチ。1999年にそれまでの新基準であった5回リミットの規制が緩和された。99年基準の第1号機が本機である。2分の1で突入&継続する確変機能を持つが、リミッターは222回となるので、確変5連チャン以上も期待できるようになった。
一撃出玉獲得期待度の高い『SX』と遊びやすい『GX』の他に、現金機の『DX』も発売された。
業界初の32ビット機。
大当たり図柄は12種類あり、奇数図柄かF図柄で大当たりの場合は確変突入となる。
当時の『フィーバーゼウスDX』の営業用資料では、「宇宙戦士となって敵に挑む、32ビットの臨場感をここに」というキャッチコピーが記載されている。

## スペック
- CRフィーバーゼウスSX
  - 賞球数 5&15
  - 大当たり最高継続 15R
  - 大当たり確率 1/315.5
  - 確変突入率 50%
  - 継続率 次回まで
- CRフィーバーゼウスGX
  - 賞球数 5&15
  - 大当たり最高継続 10R
  - 大当たり確率 1/221.5
  - 確変突入率 50%
  - 継続率 次回まで
- フィーバーゼウスDX
  - 賞球数 5&13
  - 大当たり最高継続 16R
  - 大当たり確率 1/204.5
  - 時短突入率 50%
  - 時短回転数 150回

## 図柄
- 0
- 1
- 2
- 3
- 4
- 5
- 6
- 7
- 8
- 9
- V
- F

## 演出
全6パターンの予告アクションがある。大当たり期待度が高いのは「UFO出現」予告発生時にリーチに発展するパターンと「最強戦士」予告である。他にも「右スベリ」「左右スベリ」「左モーフィング」「光通過」予告がある。
「ワープ」「テイクオフ」「モーフィング」「ファイナルアタック」の基本パターンから発展するリーチアクションと、ノーマルリーチから発展する「スターダスト」、左右スベリからのみ発展する「ブラックホール」といったリーチアクションが存在する。予告とリーチの組み合わせで信頼度は変わるが、大当たり時に選ばれやすい演出は、スーパーリーチの「ファイナルアタック高速」と「スターダスト」と「ブラックホール」である。

## コンシューマ移植
- 『FEVER～SANKYO公式パチンコシミュレーション』（プレイステーション用、インターナショナルカードシステム、1999年11月11日発売、SLPS-02371、JAN-4997940201016）に収録。
- 『FEVER SANKYO公式パチンコシミュレーション for WonderSwan』（ワンダースワン用、ベック、1999年12月9日発売、SWJBEC002、JAN-4932873820156）に収録。